# Mycetophila triseriata
Mycetophila triseriata är en tvåvingeart som först beskrevs av Bukowski 1949.  Mycetophila triseriata ingår i släktet Mycetophila och familjen svampmyggor. Inga underarter finns listade i Catalogue of Life.